# Георгандова къща
Георгандовата къща (на гръцки: Οικία Γεωργαντά) е емблематична постройка в град Солун, Гърция.

## Местоположение
Сградата е разположена на улица „Клисура“ № 5.

## История
Построена е преди 1933 година, тъй като от тази година има запазен план в службата по градоустройство за пристрояване на таванско помещение от офиса на архитект Цолкас. Сградата е принадлежала на Ан. Георгандас, моряк, християнин по религия, който се удавя при корабокрушение. В 1936 година сградата е продадена на Манцавино.
Фасадата е обявена за паметник на културата заедно със сградите на съседните „Клисура“ № 3 и „Клисура“ № 7. В 2008 година сградата е построена от нулата с абсолютно същия външен вид под надзора на Министерството на вътрешните работи и Ефорията за новите паметници. В новата сграда са добавени етажи под формата на мезонети.

## Архитектура
Оригиналната сграда се състои от партер и два етажа. Фасадата е организирана симетрично, като централната част е подчертана с леко издаване и разполагане в нея на централния вход. От двете страни са развити отворите със съответните балкони. Балюстрадите и металната входна врата са с арт деко влияния и са единствените запазени декоративни елементи. Пристройката се състои от три отдръпнати етажа, с все по-малка площ отдолу нагоре.